# 荷赖
荷赖（“小时（hour）之意”，或譯荷萊）是希腊神话中掌管季节氣候變遷、植物生长和社會法律秩序的女神們的总称。她們又称为发髻华美的“时序三女神”、“时令女神”、“时光女神”或“季节女神”。

## 神話與司管神職
根據荷馬史詩《伊利亞特》第5卷中描述，她們主要負責看守奧林匹斯天庭的大門，用黑壓壓的雲霧來鎖上天門，也可以通過驅散雲霧打開天門，因此人们相信荷赖能够布云行雨或是给予大地炎热；她們在每天早晨也會為太陽神備馬套車。她們和美惠女神一樣，也是愛神阿芙羅黛蒂的侍從，也有別的傳說描述她們是天父宙斯或天后赫拉身邊的使女，在酒神狄俄倪索斯的遊行隊伍中也能看到她們的身影。在古典藝術造型中，她們高高撩起裙子跳着舞，常以手持花朵、头戴花冠或手持果實的俏麗端莊的妙齡少女形象出現。在诸神的宴会上她们一边跳着舞，一边手托盛满食物的黄金器皿为众神送来美味的食物。一切高貴、美好與和善都在她們的庇護下發揚光大。古希臘人最初把一年分為兩季，後來又分為三季，隨著人們對時節的認識，最後才分爲了四季，當然時序女神的數目也相應的產生變更。之前她们是自然界中季节规则的交替与植物生长的化身，後來到了赫西俄德的《神谱》才逐渐衍化成为主持社會秩序公道或司管某种法律理论和政治观念的女神。至於是哪幾位女神有以下幾種不同的說法。

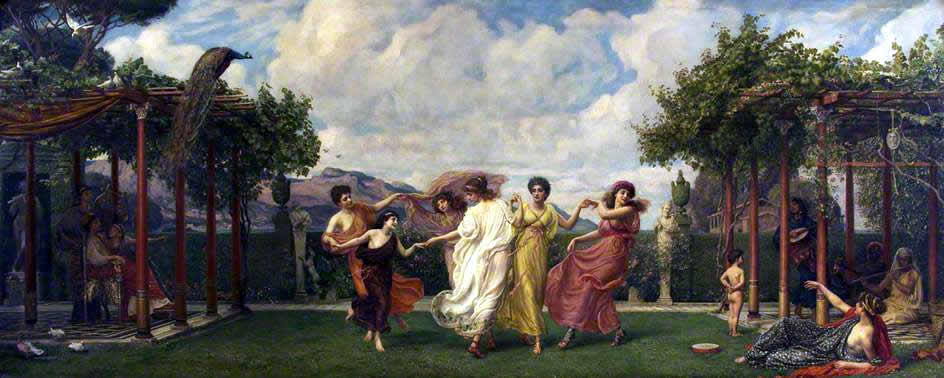
爱德华·约翰·波因特所描繪的掌管季節氣候、植物生长的三位時序女神和掌管法律秩序的三位時序女神

- 古代阿尔戈斯人所崇拜的兩位時序女神，她們分別掌管春天和秋天，为“春生秋收”的象征。她們如下：

1. 奥克塞西亚（Αὐξησία，意指“春季生长的”），在這裡為春天的荷賴，後來在雅典被奧克索替代。有时奥克塞西亚被视为得墨忒耳的女儿—珀耳塞福涅。
2. 达弥亚（Δαμία，意指“大地丰产的”），在這裡為秋天的荷賴，後來在雅典被卡耳波替代。有时达弥亚被视为农业女神—得墨忒耳。

- 第一種說法是古代雅典人所崇拜的两位时序女神，是塔洛和卡耳波，为“春华秋实”的象征。後來阿提卡地区又增加了奧克索，她們分別掌管春天、夏天和秋天，她們象征着植物從發芽成長到開花結果的三個過程，即植物的开花季、生长季和成熟季。这三个司植物生长的荷赖是农民最爱说的。同时她们也象征着生命的诞生、成长与衰亡。她們如下：

1. 塔洛（或，或譯塔羅，意指“使花開者”），掌管春天、花苞、開花、发芽的女神，也是守護青春的女神。
2. 奧克索（Αὐξώ，意指“〈植物的〉助长者”），掌管夏天與植物生長的女神，另外和赫革摩涅（Hegemone）一同被視為雅典的美惠女神卡里忒斯。
3. 卡耳波（Καρπώ，、或，意指“帶來食物者”），掌管秋天、果實成熟與豐收的女神，同時守衛通往奧林帕斯山的路，如果有神在該山附近迷路的話，她也會催開環繞該山的雲霧。

- 第二種說法出現在赫西俄德的著作《神譜》中，說她们是宙斯和忒弥斯的女儿，為命運三女神—摩伊賴的姊妹。她們是強調「正確的秩序」观念的時序三女神，其職責比起以前來說擴大到掌管社會的法律與秩序。她們如下：

1. 欧诺弥亚（Εὐνομία，或譯尤諾米阿，意指“〈法治下的〉秩序”），代表良好法则和秩序，並維護社會的安定。
2. 狄刻（或譯狄琪，意指“正義”），代表遠古習俗下的道德和公平的正義。
3. 厄瑞涅（Εἰρήνη，或，或譯厄莉妮、艾麗妮、埃瑞涅、伊瑞涅等，意指“和平”），代表着社會的安定與和平。

- 第三種說法出現在许癸努斯（Hyginus）《传说集》（Fabulae）第183節中，強調在荷赖女神良好秩序的运行下，為大地帶來了富饶与繁荣。她們如下：

1. 斐儒萨（Φέρουσα，意指“物质”）
2. 欧波里亚（Εὐπορία，意指“豐饒”）
3. 俄耳托西亚（Ὀρθωσία，意指“繁榮”）

在此節中作者又羅列出了一組九人的荷赖，其中參雜了第一种说法和第二种说法的時序女神的名字，她們是：奧克索、歐諾彌亞、斐儒萨、卡耳波、狄刻、欧波里亚、厄瑞涅、俄耳托西亚、塔洛。
- 一年四季的說法出現在古希腊诗人農諾斯（Nonnus）所著作的长篇史詩《戴歐尼修斯譚》（Dionysiaca）中，她們是太陽神赫利俄斯和月亮女神塞勒涅的四个女兒，分別執掌春夏秋冬。她們如下：

1. 厄阿耳（Εἶαρ，意指“春天”，年轻的春神头戴装饰有鲜花的花冠，管辖着春分时点的白羊宮）
2. 忒洛斯（Θέρος，意指“夏天”，夏神头戴绺绺麦穗编织成的冠冕，管辖着夏至时点的巨蟹宮）
3. 佛提诺波戎（Φθινόπωρον，意指“秋天”，秋神手持装满葡萄的丰裕之角，管辖着秋分时点的天秤宫）
4. 刻蒙（意指“冬天”，寒冷的冬神披着一头雪白的卷发，管辖着冬至时点的摩羯宫）

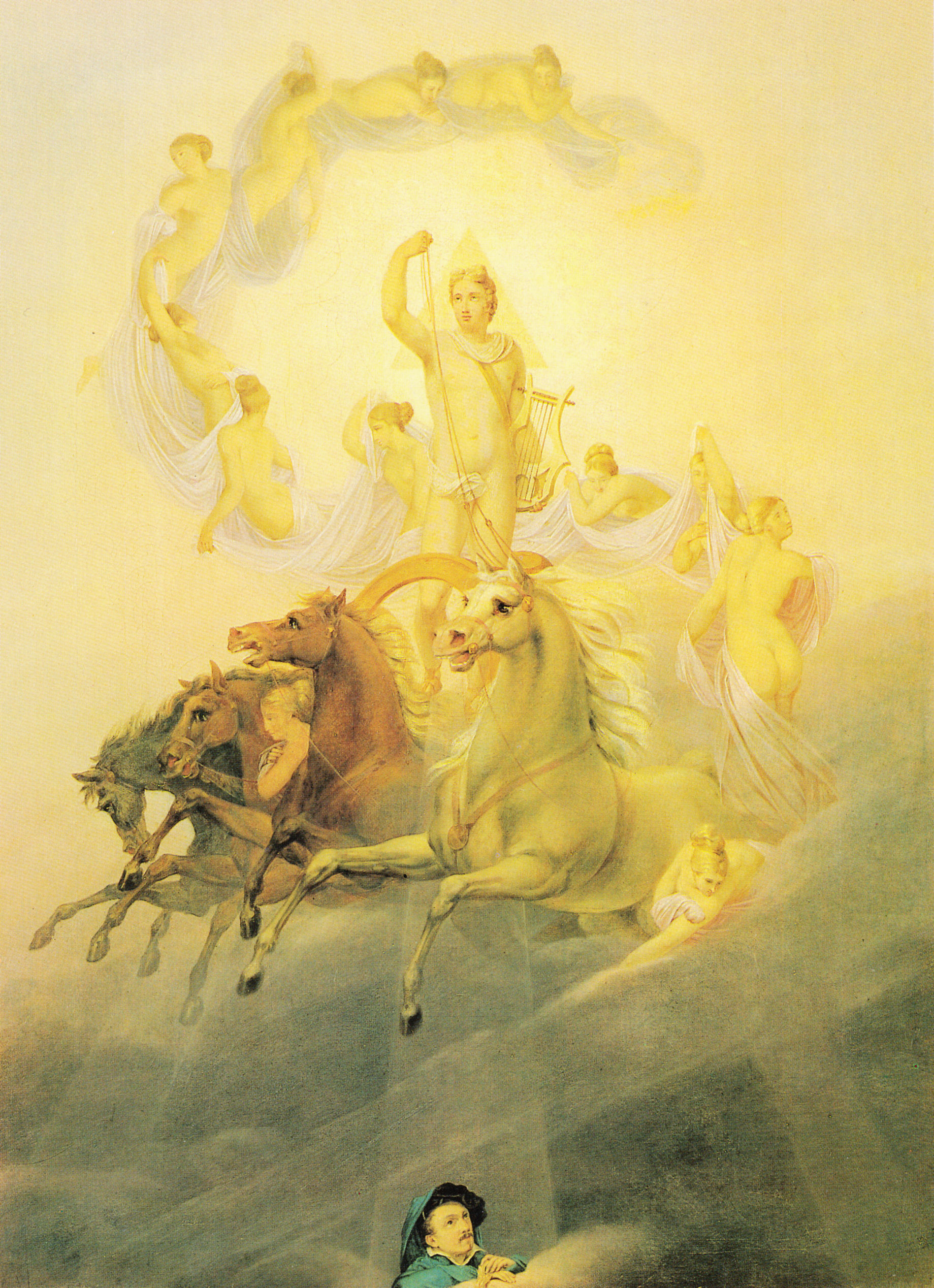
格奥尔·弗里德里希·克斯廷（Georg Friedrich Kersting）描繪的太陽神阿波羅和十二位时序女神

- 最后一种說法也是同樣出現在许癸努斯的《传说集》中，作者又將荷赖女神定格為十二位司管时光的时序女神，都為古太陽神赫利俄斯的女儿，她們象征着古希臘人一日十二个时辰從早晨到夜晚的十二个时段或一年十二个月的週期變化。她們如下：

1. 奥革 - 曙光女神
2. 阿那托勒（Ἀνατολή） - 日出女神
3. 穆西卡（Μουσική） - 学艺女神
4. 戈那斯提卡（Γυμναστική） - 体育女神
5. 宁斐 - 沐浴女神
6. 墨森布里亚（Μεσημβρία） - 正午女神
7. 斯蓬得（Σπονδή） - 奠酒女神
8. 厄勒忒（Ἠλετή） - 祈祷女神
9. 阿克忒（Ἀκτή） - 餐娱女神
10. 赫斯珀里斯（Ἑσπερίς） - 黄昏女神
11. 底西斯（Δύσις） - 日落女神
12. 阿耳克托斯（Ἄρκτος） - 晚霞女神

## 图集

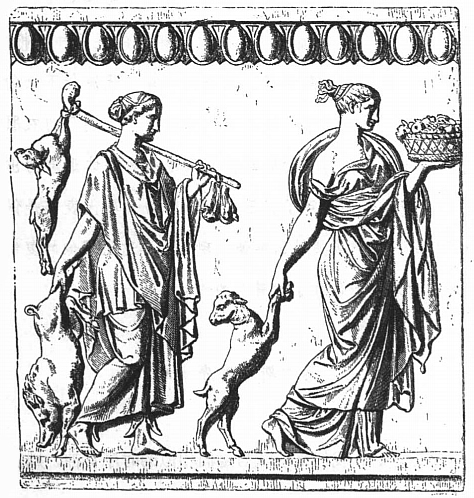
羅雪爾（Roscher）描繪的两位时序女神浮雕印象图
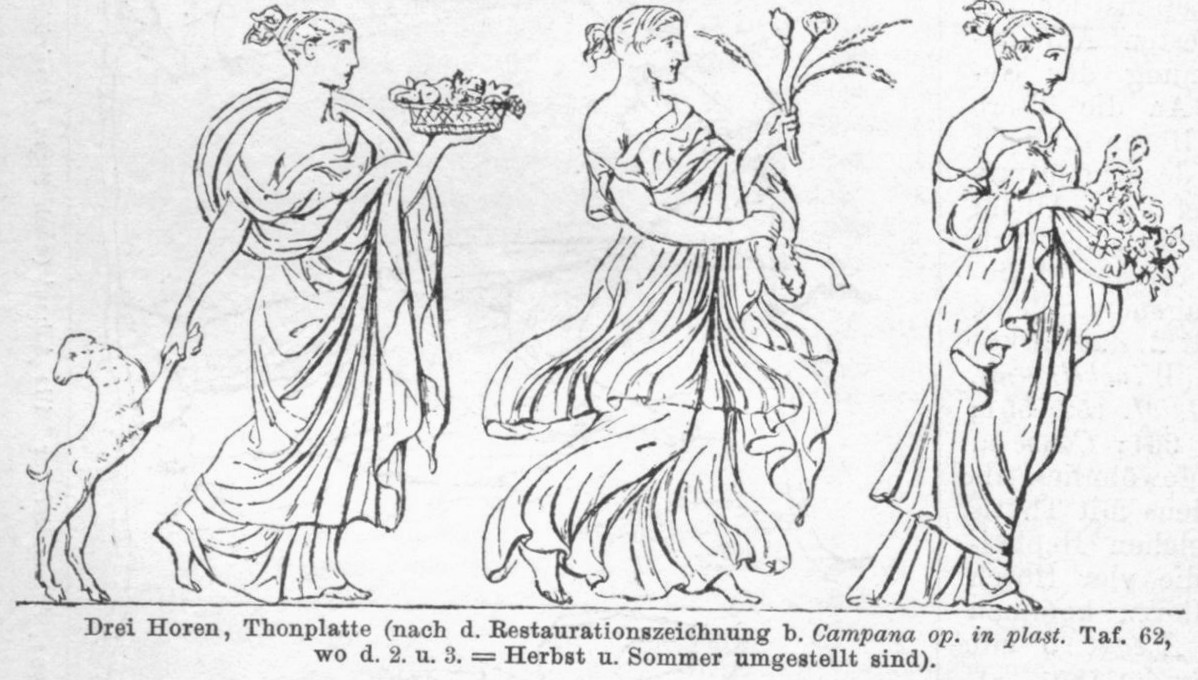
羅雪爾（Roscher）描繪的三位时序女神浮雕印象图
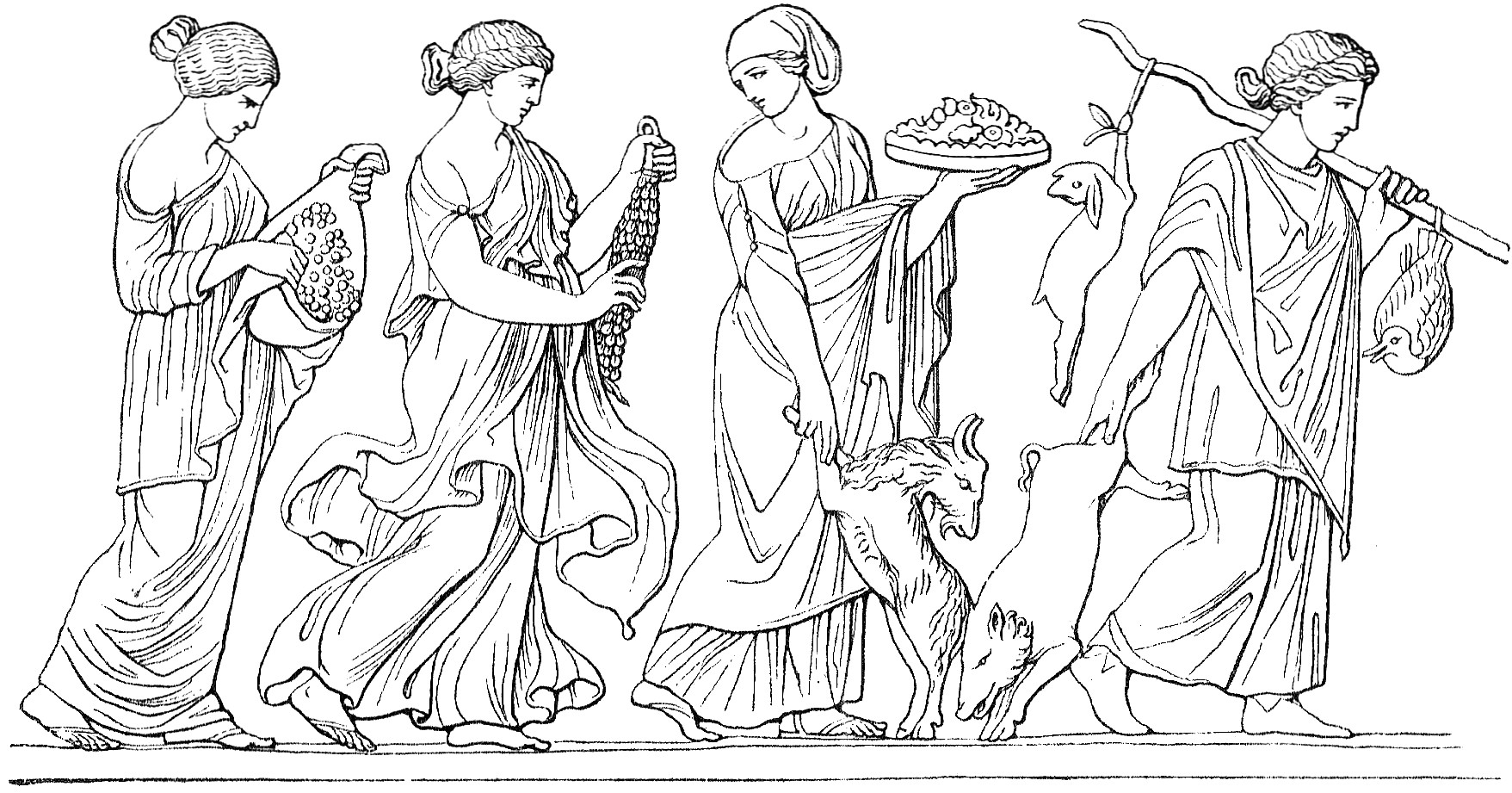
邁耶斯（Meyers）描繪的四位时序女神浮雕印象图
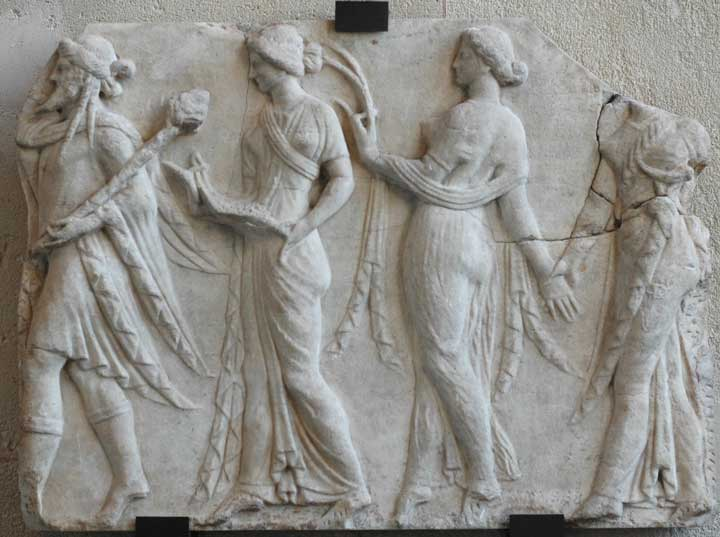
卢浮宫所藏的时序女神浮雕石板